# الیان ریس
الیان ریس (انگلیسی: Éliane Reyes؛ زادهٔ ۷ ژوئن ۱۹۷۷) اهل بلژیک است.